# Fortaleza de Shumen
La fortaleza de Shumen (búlgaro: Шуменска крепост, Shumenska krepost) es un sitio arqueológico con vistas a la ciudad de Shumen en el noreste de Bulgaria.
Es una antigua fortaleza con vínculos históricos con un pueblo desde la Edad del Hierro y más tarde ocupada por los tracios en el siglo quinto antes de Cristo. Luego, desde el segundo al cuarto siglo después de Cristo, fue controlada por los romanos, que construyeron las torres y los muros, y fue reformada por los bizantinos como una ciudad de guarnición. Shumen floreció en la Edad Media como un importante bastión del Imperio Búlgaro. En 1444 la fortaleza fue destruida por los otomanos después de su victoria en la batalla de Varna sobre un ejército cristiano bajo el mando de Ladislao III de Polonia. La fortaleza permaneció abandonada desde entonces.
En 2012 se iniciaron trabajos de restauración de la fortaleza en el proyecto titulado "Bulgaria comienza aquí", y se completó parcialmente en 2015 con la ayuda financiera proporcionada en el marco del Espacio Económico Europeo (EEE), Subvenciones de Noruega al municipio de Shumen y el Museo Regional de Historia de Shumen.

## Ubicación
La fortaleza está construida sobre una colina con una vista imponente de la ciudad de Shumen. Se encuentra a una distancia de 5,5 kilómetros (3,4 millas) de la Mezquita Tombul  de la ciudad de Shumen. Se encuentra dentro del parque natural de la meseta de Shumen. Desde la entrada de la fortaleza, a unos 3 kilómetros (1,9 millas) de distancia se encuentra el monumento "Creadores del Estado Búlgaro"  erigido en 1981 durante el régimen comunista que conmemora el 1300 aniversario del estado búlgaro. A 300 metros (980 pies) de distancia hay un centro de información de este monumento y a unos 3 kilómetros (1,9 millas) de allí la pista que conduce a la fortaleza.

## Historia
La fortaleza representa una parte sustancial de la historia de Bulgaria. Los búlgaros antiguos, tribus guerreras seminómadas de origen turco, llegaron a lo que ahora es el noreste de Bulgaria al sur del Danubio a finales del siglo VII d. C. y fundaron el Primer Imperio Búlgaro. La fortaleza formó la ciudad de Shumen durante el Primer y Segundo Imperio Búlgaro.
Durante las excavaciones arqueológicas, llevadas a cabo desde 1957, se reveló un pueblo que data de la Edad del Hierro (alrededor del siglo IV a. C.) del Primer Imperio. Los tracios gobernaron sobre el territorio del V al II siglo AC, a continuación los romanos que gobernaron a partir del primer siglo AC al III después de Cristo, y por último los bizantinos, del siglo IV al VI. 
Durante el Primer Imperio Búlgaro la fortaleza formó parte de un sistema de fortificaciones que proporcionaba defensa a Pliska y Preslav, que eran las capitales y al centro religioso de Madara. Funcionó entonces como fortaleza menor durante los siglos X-XII, en comparación con la gloria, la prosperidad económica y el poderío militar que tuvo durante los siglos IV-VI. En el siglo XIII prosperó de nuevo como una entidad política y económica del renacido Imperio búlgaro. Cuando los bizantinos tomaron temporalmente el control de Preslav en 1278 durante el levantamiento de Ivaylo Shumen también adquirió importancia como centro administrativo y militar. La fortaleza siguió prosperando en el siglo XIV hasta que los turcos otomanos la conquistaron en 1388 durante una campaña de su primer vizir Çandarlı Ali Pasha.
En 1444 el rey Władysław III de Polonia (Varnenchik) (1440-1444) de ascendencia polaco-húngara intentó expulsar a los otomanos de Europa a la cabeza de un gran ejército cristiano, pero fue derrotado y muerto en la batalla de Varna.  Después de esta batalla la fortaleza fue saqueada y destruida, y los gobernantes otomanos la abandonaron completamente.

## Descripción

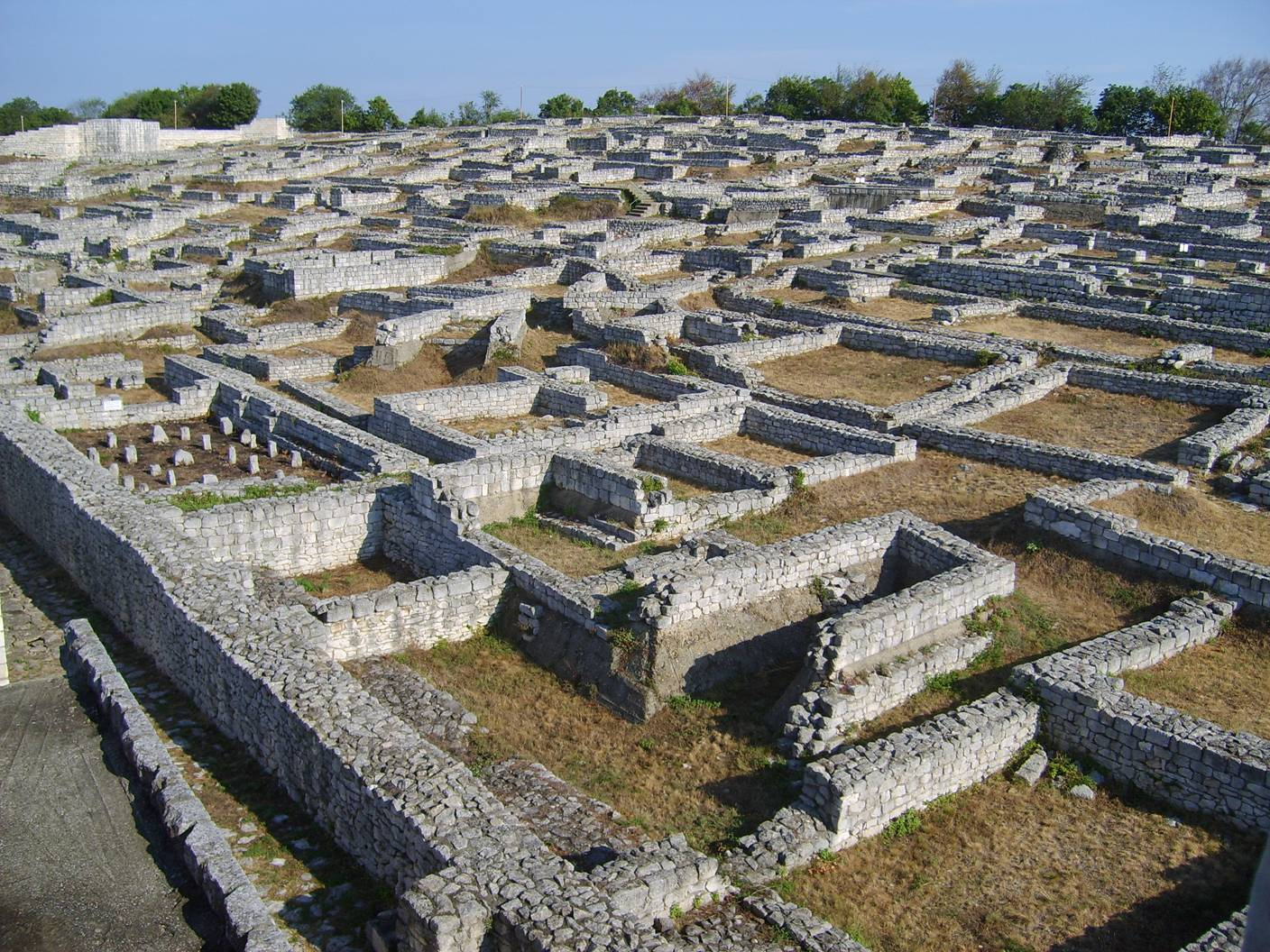
La fortaleza, restaurada.

La fortaleza fue la ciudadela mejor desarrollada durante el siglo XIV. Las excavaciones arqueológicas se han llevado a cabo desde 1957 y se han desenterrado muchos artefactos y estructuras. La fortaleza arruinada fue restaurada parcialmente durante el período 2012-2015. Al pie de la fortaleza se encontraron monasterios e iglesias; algunos de los cuales fueron reconstruidos en los años ochenta. Las obras de restauración terminadas en 2015 consistieron en los muros de la fortaleza, creación de pistas para caminar alrededor de la fortaleza, y también construcción torniquetes de acceso. Otras infraestructuras creadas para fomentar el turismo son la iluminación artística y equipos para el control de temperatura y humedad y folletos publicitarios.
Se estudiaron monedas y sellos del sitio. Un sello circular particular fundido en bronce se ha identificado como perteneciente al zar Iván Alejandror (r 1331-1371). La imagen en el sello es una característica común de los sellos del siglo XIV, que también fueron hechos de oro y de plata.
Otra característica destacada en la fortaleza es un saliente de piedra caliza tallada en un lado con un "águila bicéfala y una corona de tres puntas vista entre las cabezas de los pájaros". Se dedujo que este escudo se hizo con ocasión de la visita del gobernante de Bulgaria a la fortaleza o puede ser una representación del último emperador que gobernó desde Tarnovo, Ivan Shishman (1371-1395). En las excavaciones de 1970 al sur de la fortaleza de Shumen, el arqueólogo Karel Škorpil desenterró los restos de una iglesia de 7,3 por 4,5 metros (24 pies × 15 pies) de tamaño.  Una inscripción encontrada en la muralla de la fortaleza, fechada en el siglo XIII, se relaciona con frecuentes ataques de los mongoles.

## Restauración
La restauración de la fortaleza se inició en 2012 bajo el proyecto titulado "Bulgaria comienza aquí". Las obras se completaron parcialmente en 2015 con la asistencia financiera proporcionada en el marco del Espacio Económico Europeo (EEE) y Subvenciones de Noruega a la Municipalidad de Shumen y el Museo Regional de Shumen de Historia.